# Des Abbott
Desmond ("Des") Abbott (Darwin, 1 oktober 1986) is een Australisch hockeyer.
Abbott maakte zijn debuut voor de Australische hockeyploeg op 28 januari 2007. Hij won met die ploeg onder meer vier Champions Trophys (2008, 2009, 2010, 2011) en het Wereldkampioenschap en de Gemenebestspelen van 2010. Tijdens de Olympische Spelen 2008 behaalde hij met Australië de bronzen medaille.
In de Nederlandse Hoofdklasse speelde Abbott enige tijd bij Pinoké uit Amsterdam en sinds 2010 bij Laren.

## Belangrijke resultaten
- 2008  Champions Trophy te Rotterdam (Ned)
- 2008  Olympische Spelen te Peking (Chn)
- 2009  Champions Trophy te Melbourne (Aus)
- 2010  WK hockey te New Delhi (Ind)
- 2010  Champions Trophy te Mönchengladbach (Dui)
- 2010  Gemenebestspelen te New Delhi (Ind)
- 2011  Champions Trophy te Auckland (Nzl)